# Jan Vošahlík
Jan Vošahlík (Příbram, 8 marzo 1989) è un calciatore ceco, attaccante del Jablonec B.